# Methylbenzoylformiat
Methylbenzoylformiat ist eine chemische Verbindung aus der Gruppe der α-Ketoester.

## Gewinnung und Darstellung
Methylbenzoylformiat kann durch Reaktion von Phenylglyoxylsäure mit Methanol gewonnen werden.

## Eigenschaften
Methylbenzoylformiat ist eine gelbe Flüssigkeit, die praktisch unlöslich in Wasser ist.

## Verwendung
Methylbenzoylformiat wird als Photoinitiator verwendet.